# Pioneer H

A Pioneer H teria o mesmo desenho da Pioneer 10 e Pioneer 11.

A Pioneer H foi uma sonda espacial cancelada, pensada pela NASA dos Estados Unidos, como parte do Programa Pioneer, cujo lançamento estava planejado para 1974, onde teria sido nomeada de Pioneer 12. Esta designação foi dada ao Projeto Pioneer Venus.